# Geaya opaca
Geaya opaca is een hooiwagen uit de familie Sclerosomatidae.